# Oxycatantops nigrospinosus
Oxycatantops nigrospinosus är en insektsart som först beskrevs av Sjöstedt 1929.  Oxycatantops nigrospinosus ingår i släktet Oxycatantops och familjen gräshoppor. Inga underarter finns listade i Catalogue of Life.